# Choroba Pompego
Choroba Pompego (glikogenoza typu II, GSD II, ang. Pompe’s disease) – rzadka choroba genetyczna, dziedziczona w sposób autosomalny recesywny, polegająca na braku enzymu – α-glukozydazy (kwaśnej maltazy). Efektem tego jest zaburzenie spichrzania glikogenu w organizmie, przy czym nie występują znaczące zaburzenia metabolizmu węglowodanów i epizody hipoglikemii.
Choroba Pompego (jako jedyna z glikogenoz) należy do grupy lizosomalnych chorób spichrzeniowych.
Została po raz pierwszy opisana w 1932 roku przez holenderskiego patologa Joannesa Cassianusa Pompego.

## Epidemiologia
Występuje z częstością 1:40 000 do 1:300 000 urodzeń.

## Etiopatogeneza
Choroba jest spowodowana niedoborem lizosomalnej α-glukozydazy (kwaśnej maltazy) – enzymu niezbędnego do prawidłowego metabolizmu glikogenu. Niedobór ten powoduje zwiększone odkładanie glikogenu w wątrobie, mięśniach, sercu, komórkach glejowych, jądrach ruchowych pnia mózgu i rogach przednich rdzenia kręgowego.

## Postaci
W zależności od momentu wystąpienia objawów chorobę Pompego możemy podzielić na trzy typy:
- postać dziecięca
  - aktywność enzymu poniżej 1%
  - objawy: hipotonia mięśniowa, słabość mięśniowa, kardiomegalia, niewydolność serca, obecność dużego języka i wczesny zgon
- postać młodzieńcza
  - aktywność enzymu poniżej 10%
  - objawy: postępujące osłabienie mięśni
- postać u dorosłych
  - aktywność enzymu poniżej 40%
  - objawy: postępujące osłabienie mięśni, niewydolność oddechowa, podwyższone stężenie enzymów wątrobowych

## Rozpoznanie
Rozpoznanie stawia się na podstawie stwierdzenia deficytu enzymu w materiale biopsyjnym pobranym z miejsca chorobowo zmienionego (skóra lub mięśnie).

### Badania dodatkowe
- podwyższone stężenie kinazy kreatyninowej i enzymów wątrobowych
- elektromiografia – monitorowania wydolności mięśni
- rtg klatki piersiowej, EKG, echo serca – ocena wydolności mięśnia sercowego

## Leczenie
W enzymatycznej terapii zastępczej w chorobie Pompego stosowana jest alglukozydaza alfa. Kwaśna alfa glukozydaza (GAA) powoduje rozkład glikogenu, złożonej węglowodanowej cząstki w komórkach organizmu. U osób z chorobą Pompego enzym ten występuje w niewystarczającej ilości lub posiada wadę. W efekcie, glikogen jest gromadzony w częściach komórki zwanymi lizosomami. Nadmierne nagromadzenie glikogenu prowadzi ostatecznie do uszkodzenia funkcji mięśni. Aglukozydaza alfa przywraca działanie GAA umożliwiając pacjentom przetwarzanie glikogenu. Aglukozydaza alfa jest podawana drogą infuzji co dwa tygodnie. Dawka jest zależna od wagi pacjenta.

## Rokowanie
Zależy od momentu wystąpienia objawów i ich natężenia. Bez leczenia choroba jest śmiertelna dla niemowląt i małych dzieci.